# Muang Naxaythong
Muang Naxaythong är ett distrikt i Laos.   Det ligger i provinsen Vientiane, i den västra delen av landet, 28 km nordväst om huvudstaden Vientiane.